# Hendrik van Merode
Hendrik van Merode was een edelman die leefde van 1550-1591. Hij was de zoon van Richard van Merode en Geertruida van Crom. Hij was halfheer van Oirschot en Hilvarenbeek, en hij kocht in 1552 de heerlijkheid Geldrop van zijn neef Maarten van Horne om deze in 1570 weer terug te geven. In dat jaar stierf Maarten van Horne echter, en erfde diens zoon Filips van Horne de heerlijkheid.
Hendrik van Horne is in 1588 getrouwd met Adriana van Brederode, een dochter van Reinoud IV van Brederode, maar er zijn geen kinderen van hun bekend.